# ジョン・セル・コットマン
ジョン・セル・コットマン（英: John Sell Cotman、1782年5月16日 - 1842年7月24日）は、イギリスの水彩画家で19世紀初頭に活躍したイギリス東部のノリッジ派の一人である。

## 略歴
ノリッジの繊維商人の息子に生まれた。1798年にロンドンに移り、版画商の注文で絵を描いて生活費を稼ぎ、若い水彩画家たちにスタジオや集会場として邸を開放してた医師で美術品収集家のトーマス・モンローの支援を受けるようになり、ジョゼフ・マロード・ウィリアム・ターナーやピーター・デ・ウイント、トーマス・ガーティンといった画家たちと知り合い影響を受けた。1800年にロイヤル・アカデミー・オブ・アーツの展覧会に初めて出展した。絵画教師として働くようになり、ノリッジや、ロンドンのキングス・カレッジ・ロンドンで絵を教えた。1817年から1820年の間に3度、ノルマンディーを訪れ、1822年にノルマンディーを描いた画集を出版した。1825年に水彩画家協会の会員になり、1834年にキングス・カレッジ・ロンドンの教授の称号を得た。

## 作品
ジョンはかなり東洋美術に影響を受けていて初期の作品は平面的であり中国の影響を受けていると考えられる。1830年ころからはライスペーストのようなものを混ぜキメの粗い作品を作っている。
代表作は『グレタ橋』、『高架橋』、『ノーフォークの聖ベネット修道院』などがある。当時はジョンの作品が人気だったようであるが時がたつにつれ忘れ去られ、最近、また評価の目を向け始められている。

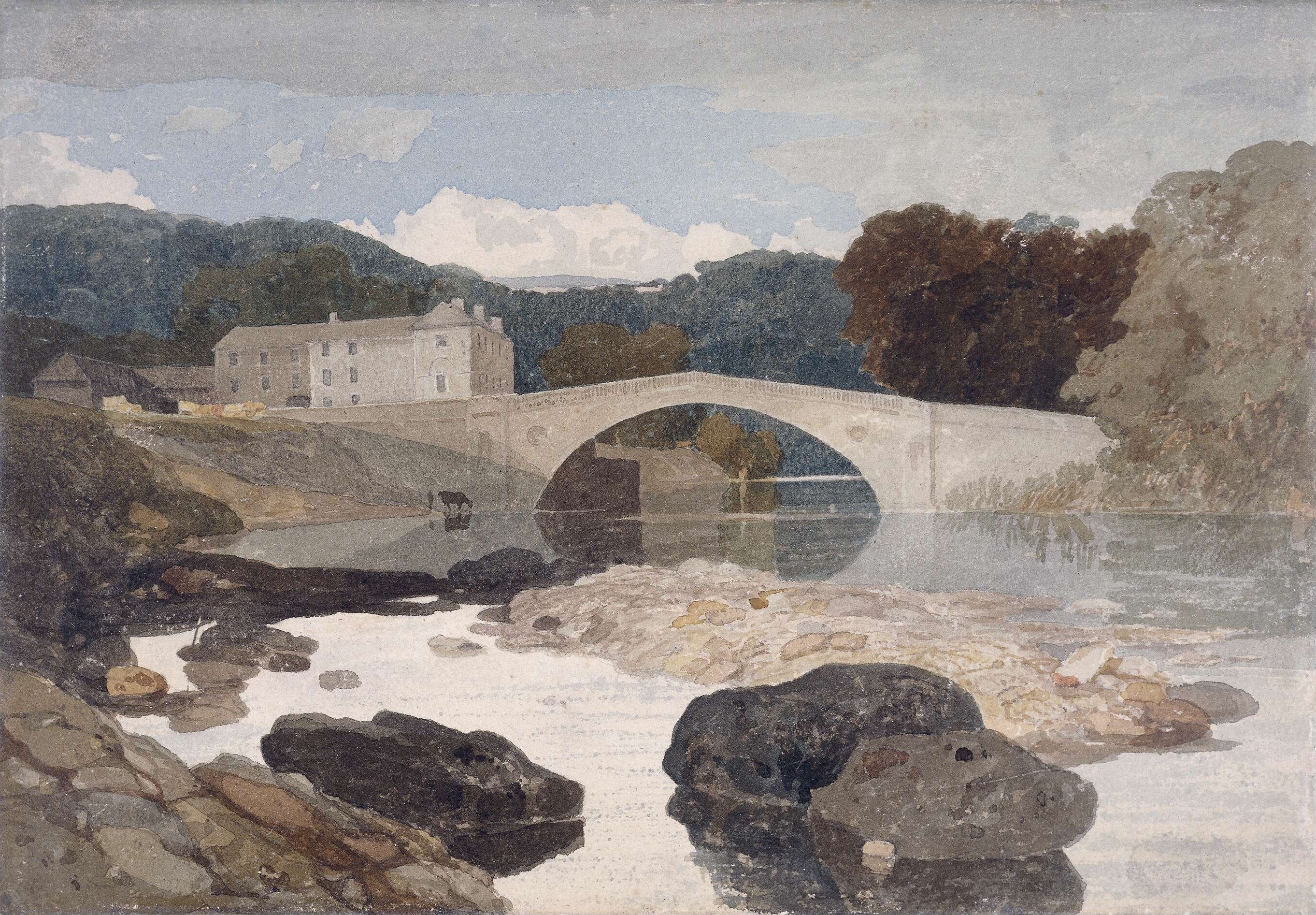
『グレタ橋』 1806年
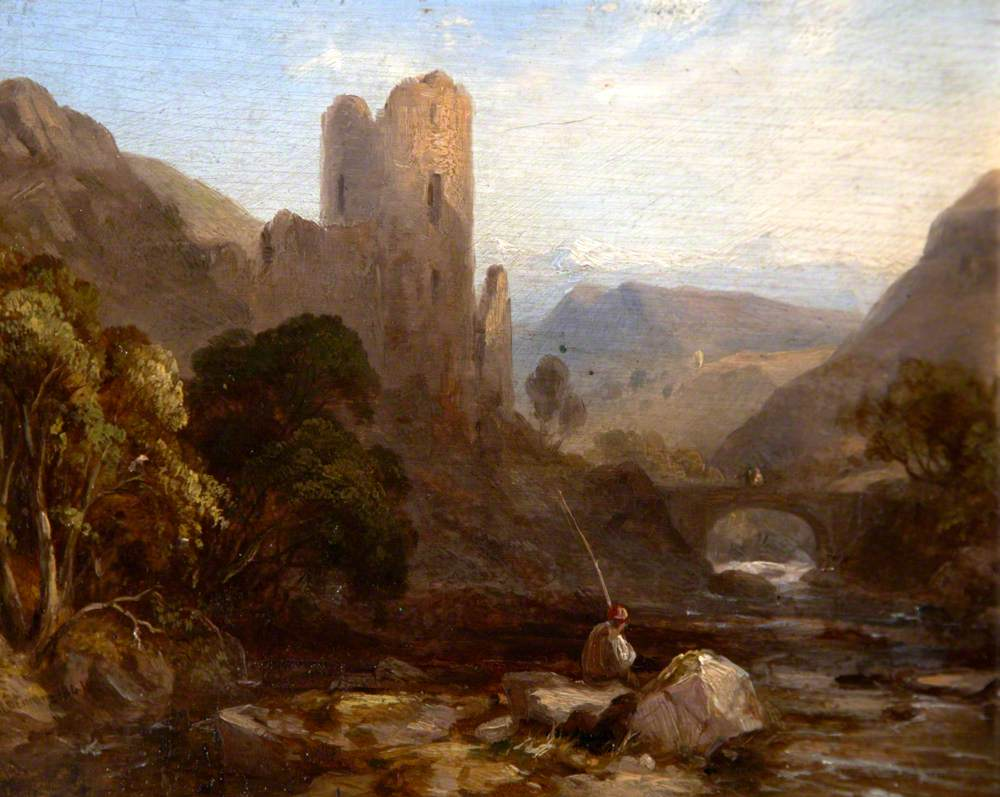
城跡近くの釣り人、1841年
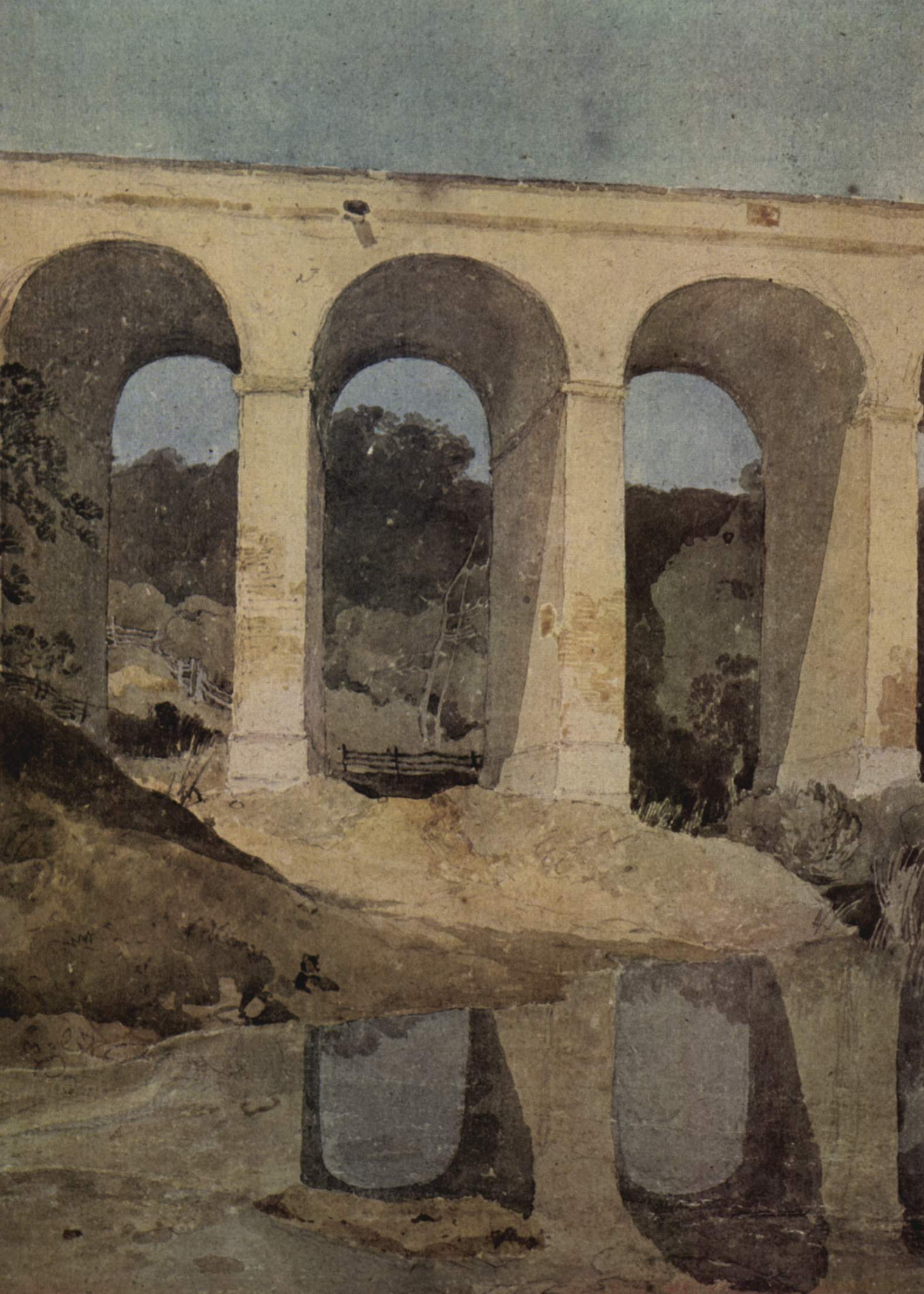
『チャーク水道橋』1804年頃

## その他
日本のマルマンとイギリスのウィンザーニュートンの「コットマン」水彩紙はこの名からきている。

## 参考
- 『水彩画の技法』 ケイト・グウィン著　夏川道子訳　美術出版社　1993年
- 『ビジュアル美術館　水彩画の技法』 ミッシェル・クラーク著　荒川裕子訳　同朋舎出版　1994年
- David Hill: Cotman in the North. Watercolours of Durham and Yorkshire. Yale University Press, 2005, ISBN 0300107048.
- Adele M. Holcomb: John Sell Cotman. British Museum Publications, 1978, ISBN 0-7141-8004-1.
- Anne Lyles, Robin Hamlyn: British Watercolours from the Oppé Collection. Tate Gallery Publishing, 1997, ISBN 1-85437-240-8.
- Andrew Moore et al.: John Sell Cotman. Master of Watercolour. Norfolk Museums Service, 2005, ISBN 0-90310-178-5.
- Andrew Wilton, Anne Lyles: The Great Age of British Watercolours, 1750-1880. Prestel, 1993, ISBN 3-7913-1254-5